# HD 101584
HD 101584 è una sospetta PECB distante circa 1.800-5.900 anni luce, nella costellazione del Centauro. Il sistema appare luminoso alle lunghezze d'onda ottiche con una magnitudine visiva apparente di circa 7. La Primaria potrebbe essere una stella post-AGB, o più probabilmente una stella post-RGB. La Secondaria (Companion) è una nana rossa, o forse una nana bianca a bassa luminosità, che orbita attorno alla primaria ogni 150-200 giorni. Il sistema è circondato da un disco circumbinario a lenta rotazione, probabilmente orientato frontalmente verso il sistema solare, e con una dimensione di circa 150 UA.

## Variabilità

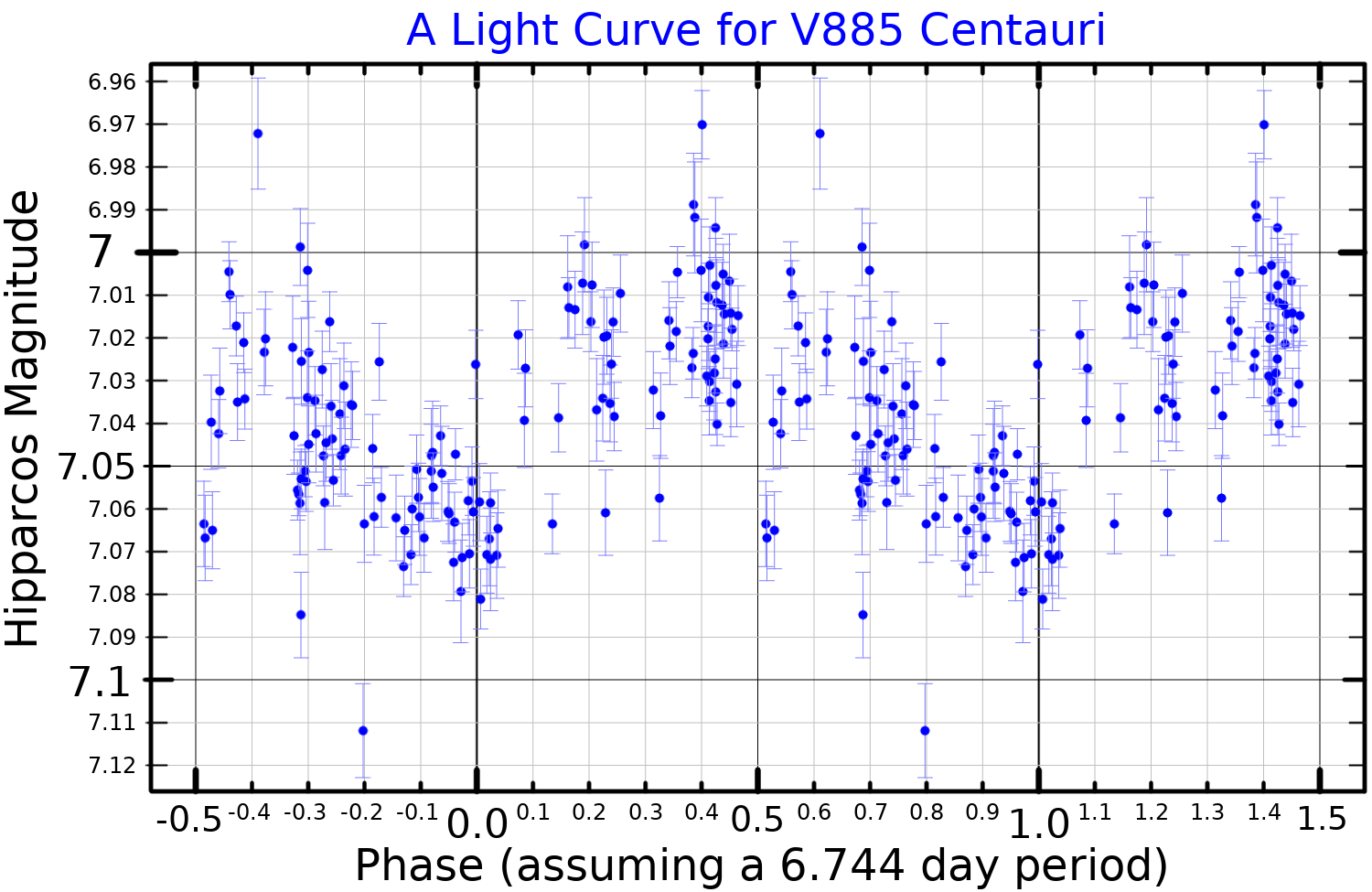
Una curva di luce per il V885 Centauri, plottata sui dati di Hipparcos

HD 101584 ha ricevuto la designazione di stella variabile V885 Centauri. L'International Variable Star Index riporta che la stella varia tra le magnitudini visive 6,90 e 7,02, in un periodo di 87,9 giorni.  Tuttavia Koen e Eyer rilevarono, nei dati Hipparcos, un'oscillazione della luminosità della stella con un periodo di 6,744 giorni e un'ampiezza di sole 0,02 magnitudini. 

## Nebulosa

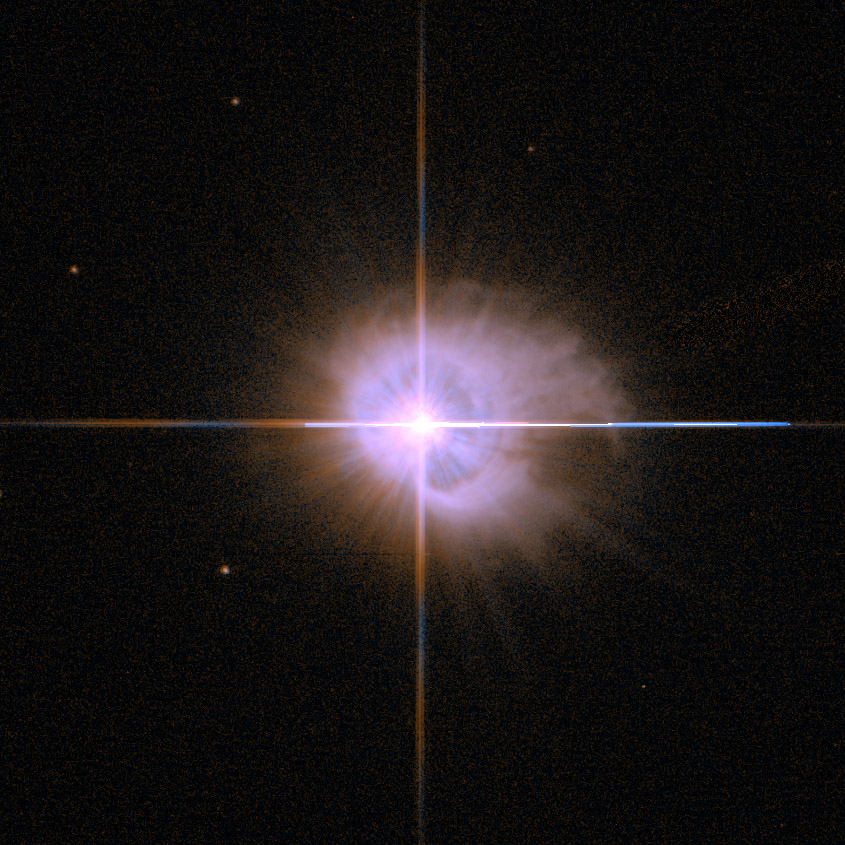
HD 101584 e la nebulosa circostante, visti da Hubble

L'immagine del telescopio spaziale Hubble mostra un ambiente circumstellare diffuso con un anello circolare attorno a HD 101584. ALMA ha mappato la nebulosa attorno a HD 101584 riuscendo a isolare la regione vicino al sistema binario centrale. La nebulosa è costituita da una sorgente centrale compatta, un incremento di densità equatoriale (disco), un deflusso bipolare ad alta velocità, e una struttura a clessidra che circonda il deflusso. Il deflusso raggiunge una velocità massima di circa 150 km/s ed è inclinato rispetto alla linea di vista di 10+10
−5 gradi . Esistono evidenze di un secondo deflusso bipolare con un orientamento diverso rispetto a quello principale.
Il disco interno, riscaldato a 1540 °K, al momento è oscurato dalla crescente luminosità della stella.

## Evoluzione
La compagna della "stella centrale" fu catturata qualche centinaio di anni fa, probabilmente  quando la gigante rossa raggiunse le sue dimensioni critiche. Ha spiraleggiato verso la "gigante", ma si è fermata prima di fondersi con il nucleo di quest'ultima. Durante questa fase furono espulsi gli strati esterni della gigante rossa. Durante la fase dell'involucro comune, la fase di gigante rossa della stella primaria è terminata, e il nucleo si è reso visibile. Successivamente, si formarono i getti bipolari, e ci fu l'interazione con il materiale espulso a formare la struttura a forma di clessidra. Il materiale espulso mostra marcate linee spettrali del magnesio, con presenza di metanolo e formaldeide nella zona più esterna.